# 24. prosinec
24. prosinec je 358. den roku podle gregoriánského kalendáře (359. v přestupném roce). Do konce roku zbývá 7 dní. V tento den je Štědrý den.

## Události

### Česko
- 1796 – Ve starorožmitálském chrámu Povýšení svatého Kříže se konala premiéra Rybovy České mše vánoční
- 1926 – Zaveden simultánní rozhlasový přenos mezi Prahou – Brnem – Bratislavou.
- 1937 – Pražský rozhlas odvysílal poselství Karla Čapka Rabíndranáthu Thákurovi a Františka Křižíka Albertu Einsteinovi
- 1953 – Železniční nehoda u Šakvic – při střetu rychlíku s osobním vlakem zahynulo 103 lidí a 83 bylo zraněno.
- 1948 – V Československu bylo zavedeno nové krajské uspořádání, které již nerespektovalo zemské hranice.

### Svět
- 1144 – Vítězstvím Turků skončilo téměř měsíční obléhání Edessy, které v důsledku vyvolalo druhou křížovou výpravu.
- 1800 – Francouzská revoluce: Šuani provedli neúspěšný atentát na prvního konzula Napoleona Bonaparta.
- 1943 – Rudá armáda zahájila Žytomyrsko-berdyčevskou operaci. Bojů se účastnila i 1. československá samostatná brigáda
- 1951 – Libye vyhlásila nezávislost na Itálii.
- 1968 – Program Apollo: Členové posádky Apolla 8, Frank Borman, James Lovell a William Anders, se stali prvními lidmi, kteří na vlastní oči viděli odvrácenou stranu Měsíce.
- 1971 – Nad Amazonským pralesem pralesem se v důsledku zlého počasí rozpadl let LANSA 508. Z 92 lidí na palubě přežila jen sedmnáctiletá Juliane Koepckeová.

## Narození

### Česko

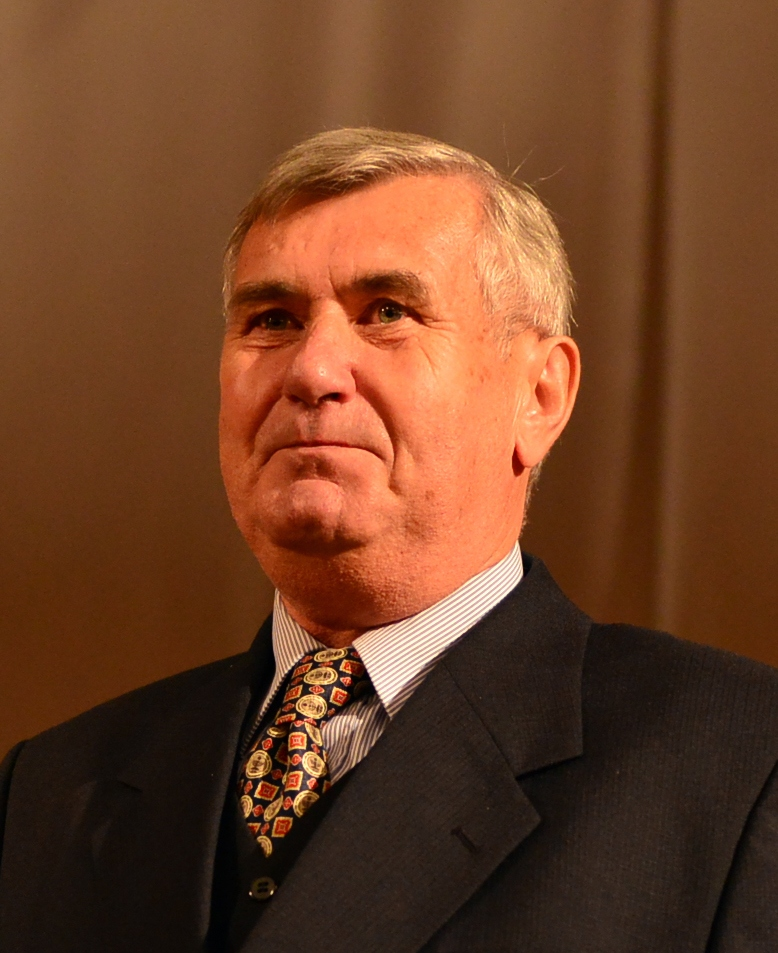
Jan Smolík (* 1942)

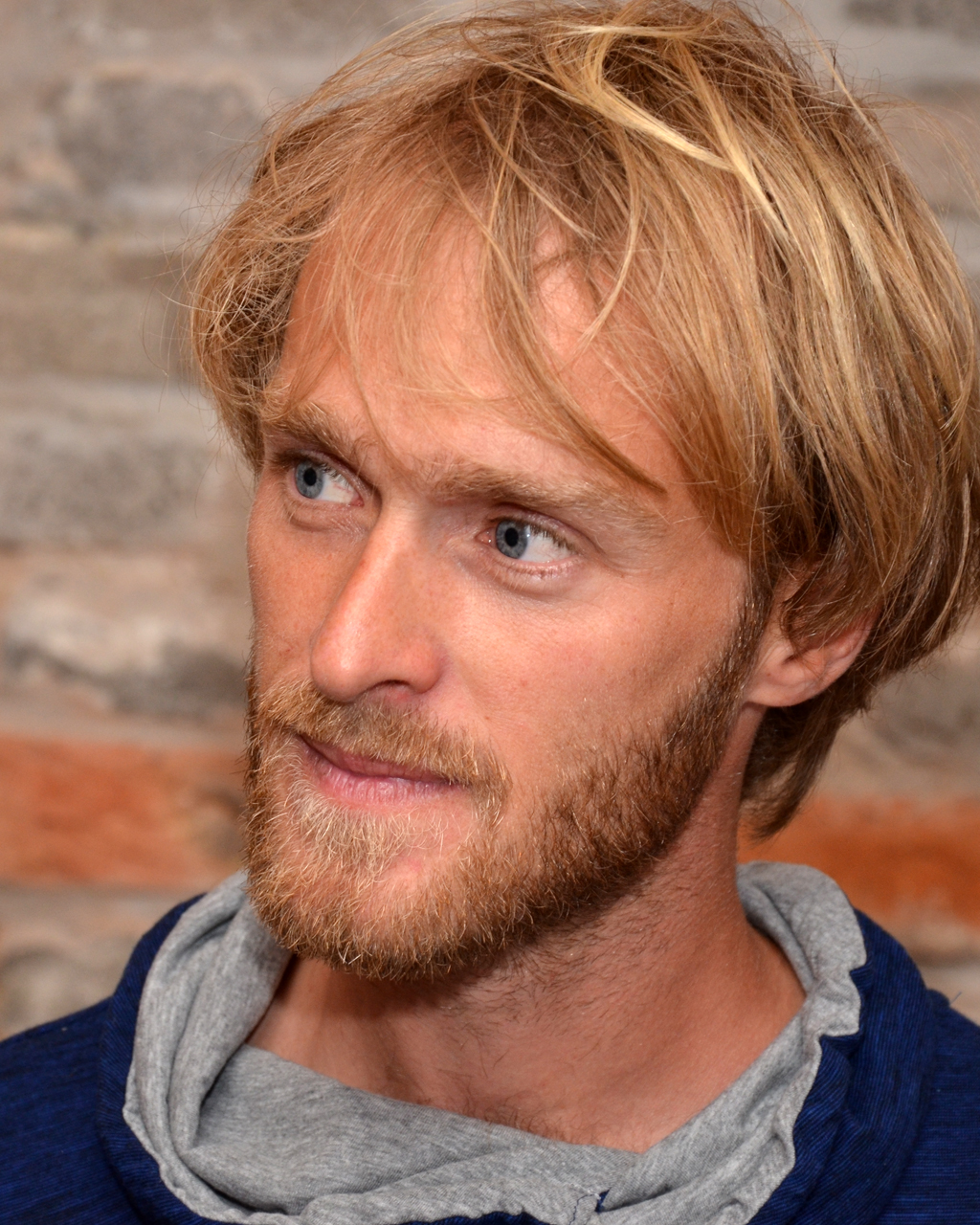
Jakub Vágner (* 1981)

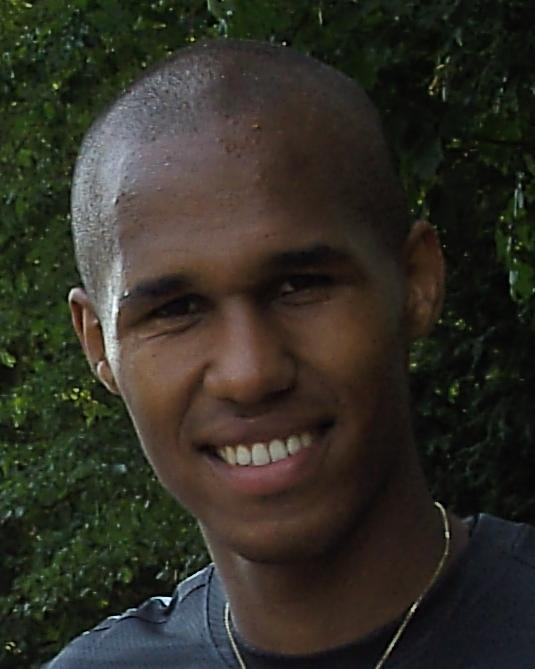
Theodor Gebre Selassie (* 1986)

- 1678 – Karel Slavíček, český misionář v Číně († 24. srpna 1735)
- 1782 – Therese Brunetti, herečka Stavovského divadla v Praze († 15. května 1864)
- 1799 – František Adam Petřina, fyzik a matematik († 27. června 1855)
- 1814 – Emanuel Seydl, český stavitel († 1. dubna 1894)
- 1824 – Josef Arnold, rakouský stavitel a kameník († 12. srpna 1887)
- 1828 – Emanuel Tuschner, český politik, starosta Plzně († 1. května 1882)
- 1844 – František Borgia Krásl, metropolitní probošt, zemský prelát, historik a spisovatel († 27. července 1907)
- 1846 – Emanuel Miřiovský, pedagog, spisovatel a překladatel († 10. ledna 1914)
- 1848 – Ladislav Jan Pospíšil, knihkupec a náměstek purkmistra Hradce Králové († 6. března 1893)
- 1856
  - Ján Vanovič, československý politik († 4. září 1942)
  - Juraj Janoška, československý biskup a politik († 27. ledna 1930)
- 1863 – Cyril Bartoň z Dobenína, průmyslník a filantrop († 29. května 1953)
- 1872 – František Lorenc, profesor a esperantista († 24. května 1957)
- 1873 – Emanuel Kubíček, kněz, jezuita, pedagog a církevní historik († 31. května 1933)
- 1875
  - Emanuel Hauner, český spisovatel a překladatel († 14. června 1943)
  - Emanuel Maršík, český hudební skladatel († 5. března 1936)
- 1880 – Arnošt Winter, československý politik († 1944)
- 1882 – Jakub Obrovský, český sochař, malíř, grafik a spisovatel († 31. března 1949)
- 1896 – Alois Schneiderka, český malíř († 7. září 1958)
- 1899 – Emanuel Šimandl, orientalista a astrolog († 24. prosince 1971)
- 1906 – Václav Tikal, malíř († 26. listopadu 1965)
- 1911 – Miloš Morávek, člen protinacistického a protikomunistického odboje († 1. srpna 1951)
- 1917 – Jiří Brdečka, novinář, spisovatel, výtvarník a filmový režisér († 2. června 1982)
- 1920 – Jiří Hanzelka, cestovatel († 15. února 2003)
- 1921 – František Šádek, generál, velitel Pohraniční stráže a politik († 4. října 2015)
- 1922 – Jarmila Krulišová, herečka († 27. ledna 2006)
- 1937 – Zdeněk Kepák, československý hokejový reprezentant
- 1940 – Jan Stráský, poslední federální předseda vlády Československa († 6. listopadu 2019)
- 1942
  - Petr Čermák, veslař, bronzová medaile na OH 1964
  - Jan Smolík, český sportovec, cyklista
- 1943 – Libuše Márová, česká operní pěvkyně–altistka a mezzosopranistka
- 1945 – Evžen Jecho, český sochař, grafik, architekt, spisovatel, novinář
- 1947 – Rudolf Chlad, náčelník Horské služby a politik
- 1955
  - Jaroslav Kučera, historik
  - Alena Ambrová, herečka († 20. prosince 2010)
- 1956 – Ivan Fíla, filmový režisér, producent a scenárista
- 1978 – Rostislav Kiša, fotbalista
- 1979 – Rostislav Novák, herec
- 1981 – Jakub Vágner, rybář
- 1986 – Theodor Gebre Selassie, fotbalista
- 1987 – Janek Rubeš, reportér a dokumentarista
- 1992 – Jakub Flek, lední hokejista
- 1997 – Marie Horáčková, lukostřelkyně

### Svět

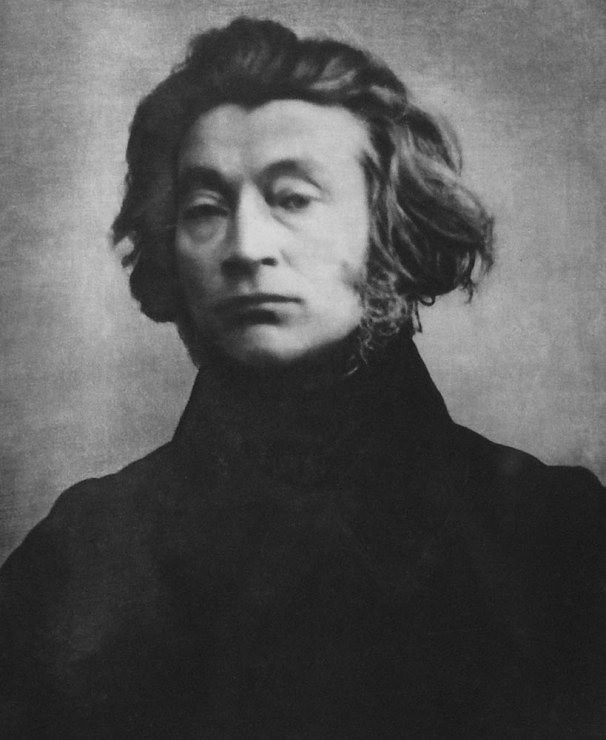
Adam Mickiewicz (* 1798)

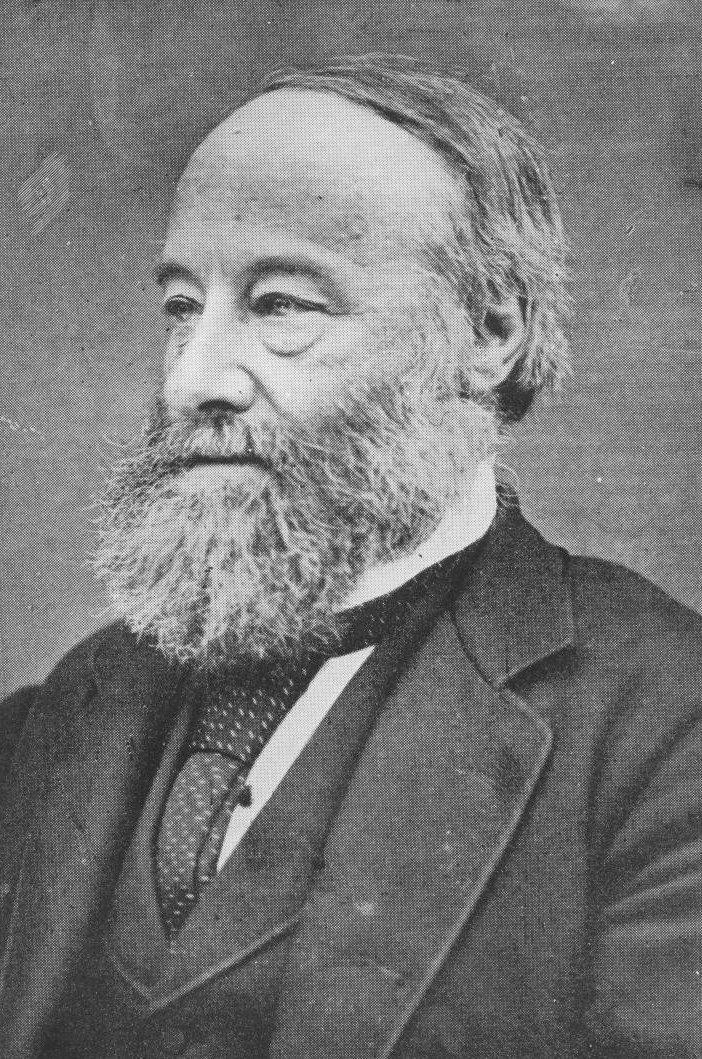
James Prescott Joule (* 1818)

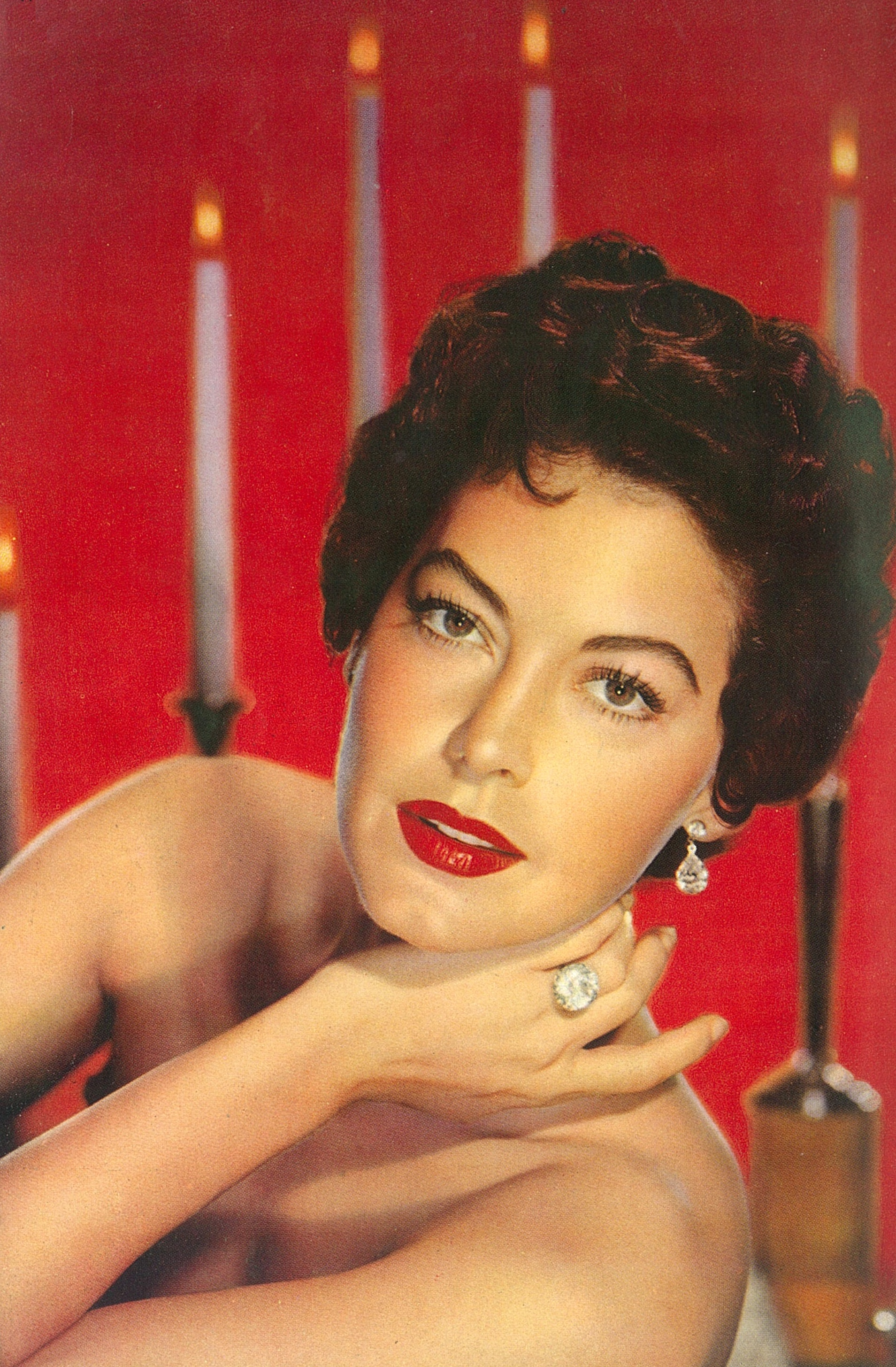
Ava Gardner (* 1922)

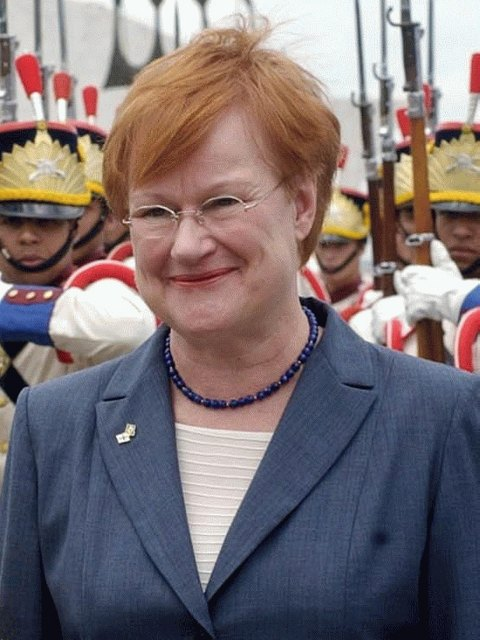
Tarja Halonenová (* 1943)

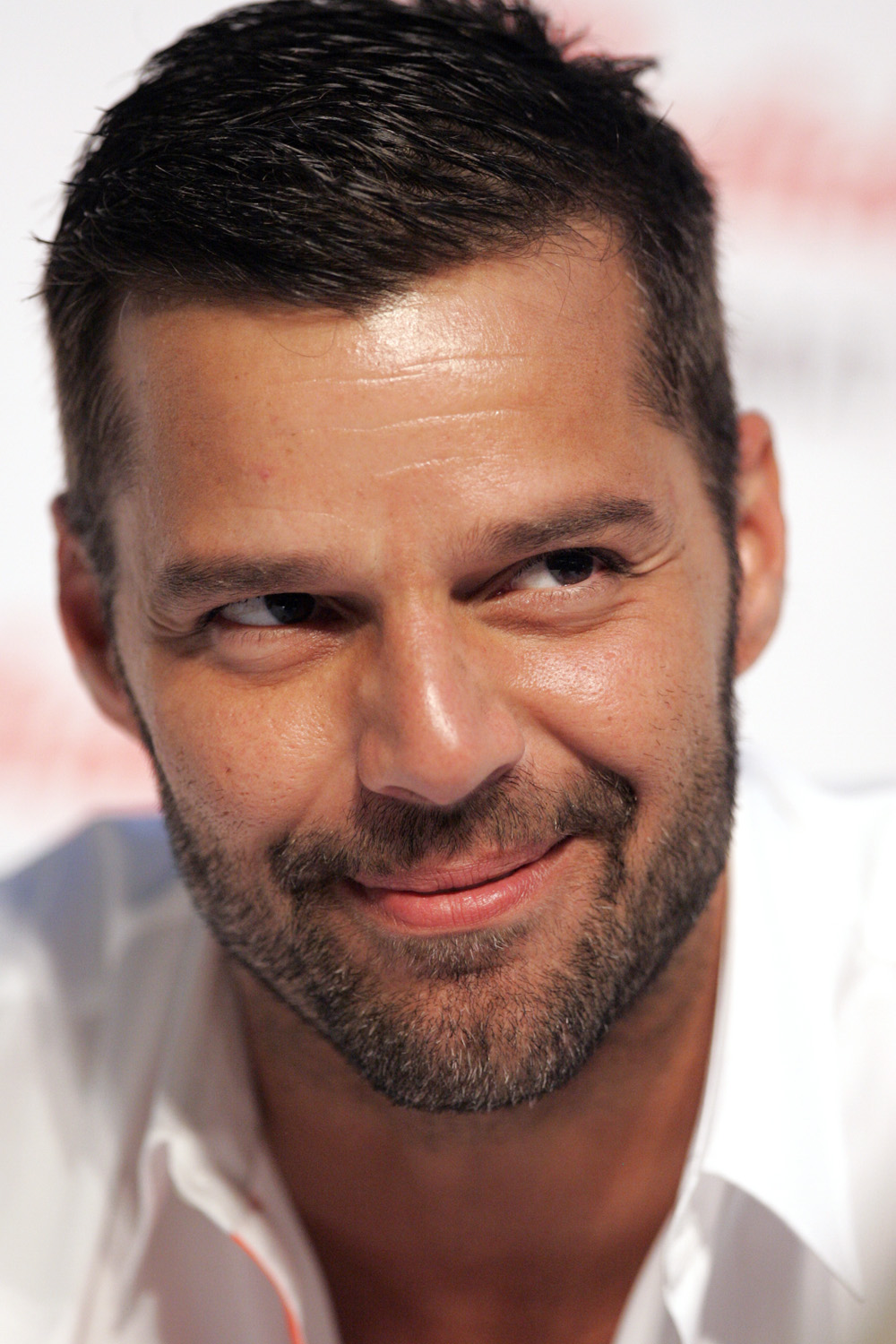
Ricky Martin (* 1971)

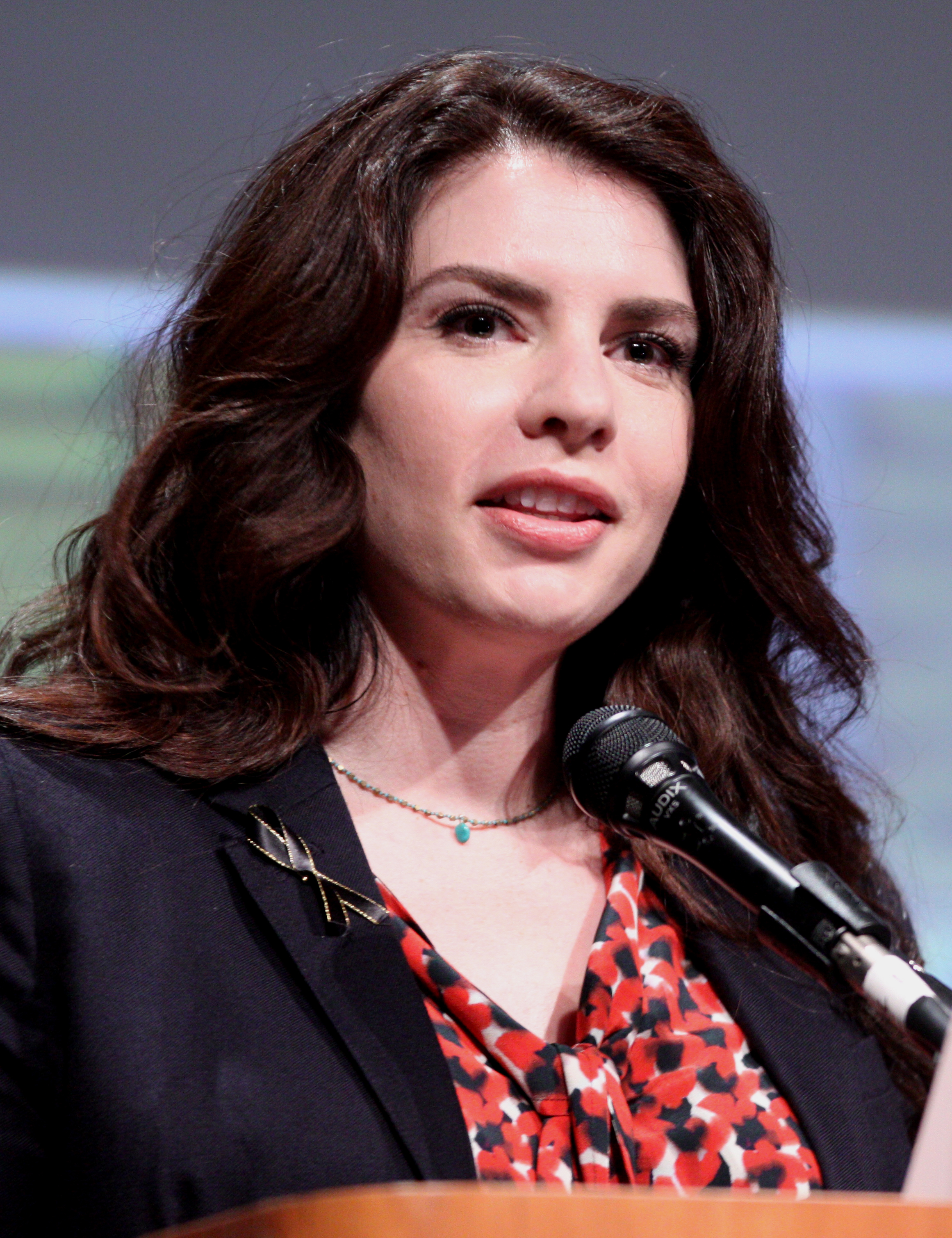
Stephenie Meyerová (* 1973)

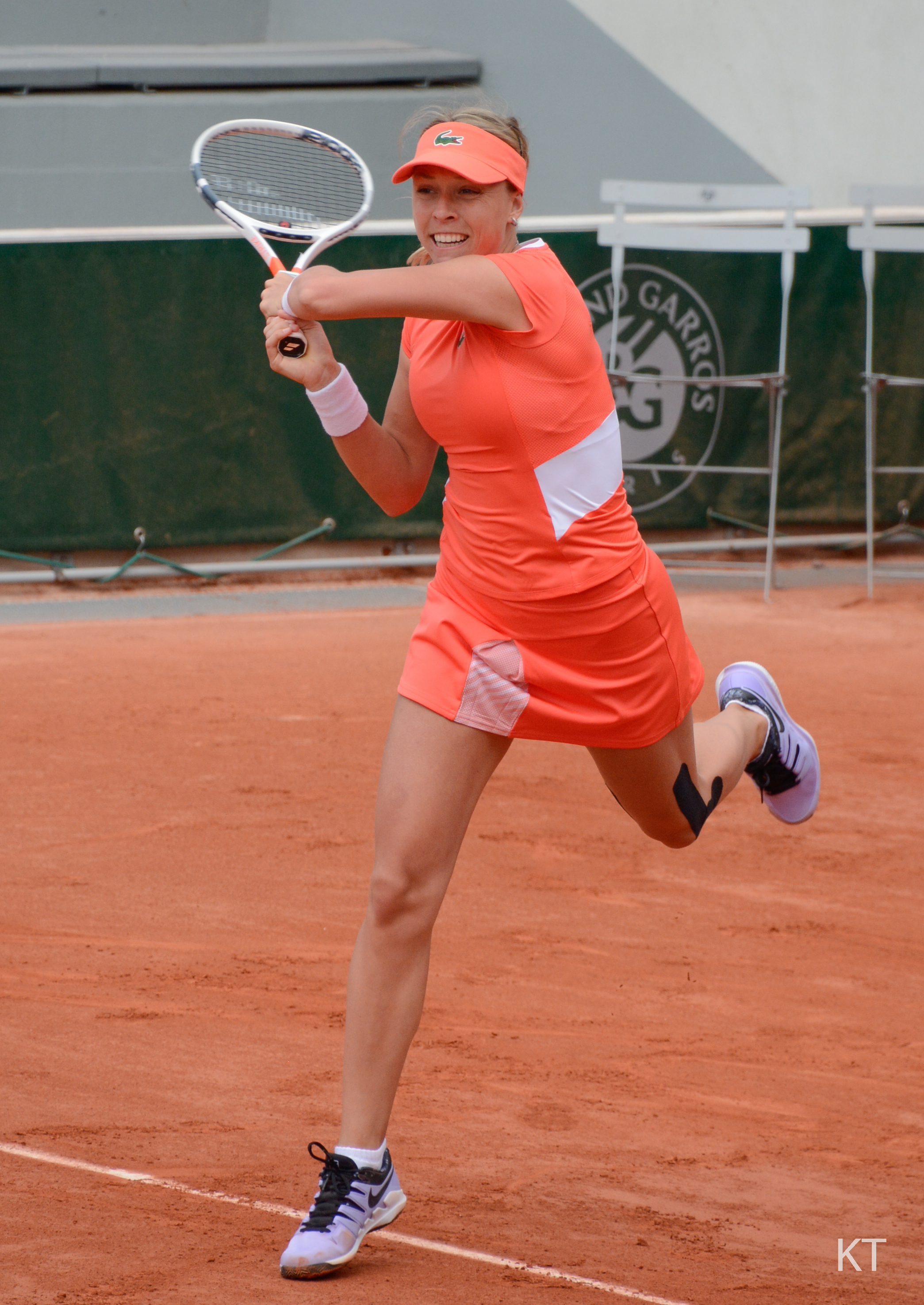
Anett Kontaveitová (* 1995)

- 3 př. n. l. – Galba, římský císař († 69)
- 1166 – Jan Bezzemek, anglický král († 18./19. října 1216)
- 1588 – Konstance Habsburská, polská královna († 10. července 1631)
- 1593 – Adam Christian Agricola, evangelický kazatel († 29. května 1645)
- 1597 – Honoré II., princ monacký († 10. ledna 1662)
- 1679 – Domenico Natale Sarro, italský hudební skladatel († 26. dubna 1744)
- 1703 – Alexej Iljič Čirikov, ruský mořeplavec († 4. června 1748)
- 1727 – Amandus Ivančič, rakouský skladatel († 1762)
- 1740 – Andrej Ivanovič Lexell, ruský astronom († 11. prosince 1784)
- 1754 – George Crabbe, anglický básník († 3. února 1832)
- 1791 – Eugène Scribe, francouzský dramatik a operní libretista († 20. února 1861)
- 1796 – Fernán Caballero, španělská spisovatelka († 7. dubna 1877)
- 1798 – Adam Mickiewicz, polský spisovatel († 26. listopadu 1855)
- 1810 – Wilhelm Marstrand, dánský malíř a ilustrátor († 25. března 1873)
- 1818 – James Prescott Joule, anglický fyzik († 11. října 1889)
- 1822
  - Charles Hermite, francouzský matematik († 14. ledna 1901)
  - Matthew Arnold, anglický básník († 15. dubna 1888)
- 1824 – Peter Cornelius, německý hudební skladatel a básník († 26. října 1874)
- 1837
  - Hans von Marées, německý malíř († 5. června 1887)
  - Cosima Wagnerová, dcera skladatele Franz Liszta († 1. dubna 1930)
  - Alžběta Bavorská (Sisi), bavorská princezna a po sňatku s Františkem Josefem rakouská císařovna († 10. září 1898)
- 1838 – John Morley, britský politik, spisovatel († 23. září 1923)
- 1843 – Lydia Koidula, estonská spisovatelka († 11. srpna 1886)
- 1845 – Jiří I. Řecký, řecký král z dynastie Glücksburgů († 18. března 1913)
- 1854 – Thomas Stevens, první člověk, který objel svět na kole († 24. ledna 1935)
- 1863 – Ljubomir Davidović, srbský politik († 19. února 1940)
- 1865 – Amélie Bavorská, bavorská princezna († 26. května 1912)
- 1868 – Emanuel Lasker, německý šachový velmistr († 11. ledna 1941)
- 1869 – Ivan Hadžinikolov, bulharský revolucionář působící v Makedonii († 9. července 1934)
- 1875 – Otto Ender, kancléř Rakouska († 25. června 1960)
- 1879 – Alexandrina Meklenbursko-Zvěřínská, dánská královna († 28. prosince 1952)
- 1881 – Juan Ramón Jiménez, španělský básník, nositel Nobelovy ceny († 1958)
- 1886
  - Bogoljub Jevtić, srbský diplomat, jugoslávský premiér († 7. června 1960)
  - Michael Curtiz, americký filmový režisér († 10. dubna 1962)
- 1889 – Carl O. Sauer, americký geograf († 18. července 1975)
- 1894 – Georges Guynemer, francouzský pilot a národní hrdina († 11. září 1917)
- 1897 – Ville Pörhölä, finský olympijský vítěz ve vrhu koulí († 28. listopadu 1964)
- 1901 – Alexandr Fadějev, sovětský spisovatel († 13. května 1956)
- 1905
  - Kosťantyn Daňkevyč, ukrajinský hudební skladatel, klavírista a pedagog († 26. února 1984)
  - Howard Hughes, americký letecký konstruktér, pilot a podnikatel († 5. dubna 1976)
- 1906 – James Hadley Chase, anglický spisovatel († 6. února 1985)
- 1909 – Adam Rapacki, ministr zahraničí Polska († 10. října 1970)
- 1910
  - Fritz Leiber, americký spisovatel († 5. září 1992)
  - Max Miedinger, švýcarský typograf († 8. března 1980)
- 1915 – Svetloslav Veigl, slovenský katolický kněz, řeholník a básník († 17. února 2010)
- 1916 – Zdenka Cecília Schelingová, slovenská sestra († 31. července 1955)
- 1918 – Aleksandr Spirkin, ruský marxistický filosof († 28. června 2004)
- 1919 – Pierre Soulages, francouzský malíř († 26. října 2022)
- 1922
  - Ava Gardner, americká herečka († 25. ledna 1990)
  - Jonas Mekas, litevský experimentální filmový režisér a básník
- 1923 – George Patton IV, generálmajor armády Spojených států († 27. června 2004)
- 1924 – Michael Goldberg, americký malíř († 31. prosince 2007)
- 1925
  - Yafa Yarkoni, izraelská zpěvačka († 1. ledna 2012)
  - Prosper Grech, maltský kardinál († 30. prosince 2019)
- 1927 – Yvon Mauffret, francouzský novinář a spisovatel († 15. března 2011)
- 1928 – Manfred Rommel, německý politik († 7. listopadu 2013)
- 1931 – Ray Bryant, americký klavírista († 2. června 2011)
- 1933 – Renée Colliardová, švýcarská alpská lyžařka († 15. prosince 2022)
- 1934 – Stjepan Mesić, chorvatský prezident
- 1937 – Bernt Rosengren, švédský saxofonista († 15. května 2023)
- 1940 – Anthony Fauci, americký lékař a imunolog
- 1941
  - Jerzy Strzelczyk, polský historik
  - Tone Jerovšek, slovinský právník a politik
- 1943 – Tarja Halonenová, finská právnička, politička a prezidentka
- 1944
  - Oswald Gracias, indický kardinál
  - Erhard Keller, západoněmecký rychlobruslař. olympijský vítěz
  - Balthasar Burkhard, švýcarský fotograf († 16. dubna 2010)
  - Woody Shaw, americký jazzový hudební skladatel, hráč na trubku († 10. května 1989)
- 1945
  - Nicholas Meyer, americký filmový scenárista, producent, režisér a spisovatel
  - Lemmy, britský baskytaristka a zpěvák Motörhead († 28. prosince 2015)
- 1946 – Jan Akkerman, nizozemský kytarista
- 1947 – Stanislav Dutka, slovenský rozhlasový sportovní komentátor († 6. prosince 2024)
- 1954 – Gregory S. Paul, americký paleontolog, ilustrátor a spisovatel
- 1955
  - Clarence Gilyard, americký herec († 28. listopadu 2022)
  - Scott Fischer, americký horolezec († 11. května 1996)
- 1956
  - Sandžágín Bajar, mongolský politik
  - Leroy Kemp, americký zápasník, volnostylař
- 1961 – Ilham Alijev, ázerbájdžánský politik
- 1964
  - Jean-Paul Civeyrac, francouzský filmový režisér
  - Kenny Earl, americký bubeník
- 1970 – Marco Minnemann, německý bubeník
- 1971 – Ricky Martin, portorický zpěvák
- 1973 – Stephenie Meyerová, americká spisovatelka
- 1975 – Natalie Ward, australská softbalistka
- 1980 – Stephen Appiah, ghanský fotbalista
- 1984 – Wallace Spearmon, americký atlet, sprinter
- 1989 – Steve Johnson, americký tenista
- 1990
  - Brigetta Barrettová, americká atletka, výškařka
  - Thomas Van der Plaetsen, belgický atlet, desetibojař
- 1991 – Louis Tomlinson, anglický zpěvák, člen skupiny One Direction
- 1995 – Anett Kontaveitová, estonská tenistka
- 1997 – Níradž Čopra, indický oštěpař
- 1998 – Alexis Mac Allister, argentinský fotbalista

## Úmrtí

### Česko
- 1380 – Jan IX. ze Středy, biskup v Litomyšli a Olomouci (* kolem 1310)
- 1420 – Mikuláš z Husi, český šlechtic a husitský válečník (* kolem 1375)
- 1462 – Petr Zmrzlík ze Svojšína, český šlechtic a husitský válečník (* ?)

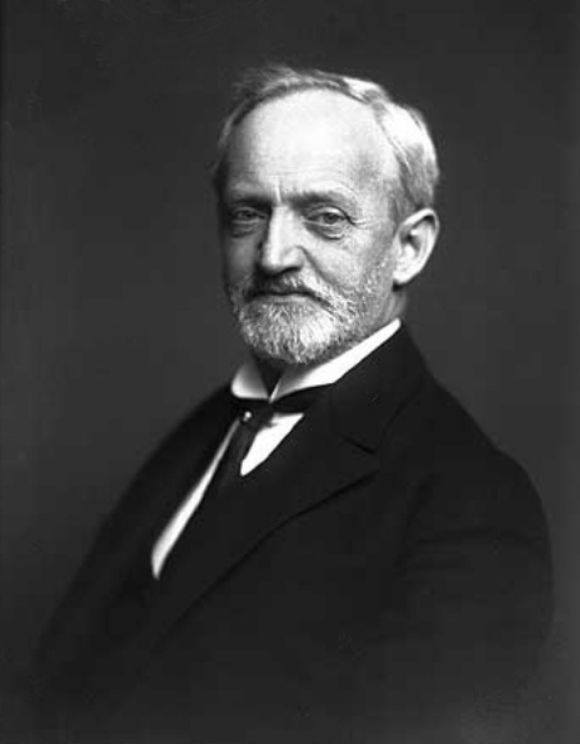
Josef Hanuš († 1955)

- 1833 – Josef Josefovič Jungmann, překladatel (* 13. srpna 1801)
- 1844 – Johann Christian Mikan, česko-rakouský lékař, botanik a entomolog (* 5. prosince 1769)
- 1858 – Kristián Vincenc z Valdštejna-Vartenberka, šlechtic z rodu Valdštejnů, podnikatel a průmyslník (* 2. ledna 1794)
- 1884 – Karel Seeling, rakouský právník a politik české národnosti (* 25. února 1812)
- 1889
  - František Čížek, sokolský funkcionář (* 15. října 1850)
  - Anton Lux, starosta Moravské Ostravy (* 12. srpna 1837)
- 1890 – Gustav Robert Groß, železniční odborník, manažer a politik (* 10. prosince 1823)
- 1893 – Rudolf Mrva, svědek v procesu s hnutím Omladiny (* 1873)
- 1899 – Ludwig Schlesinger, rakouský a český historik a politik (* 13. října 1838)
- 1900 – Franz Schidlik, hráč na hoboj, anglický roh, flétnu a klavír (* 13. ledna 1814)
- 1905 – Jan Weinlich, olomoucký biskup (* 1831)
- 1910 – Antonín Bělohoubek, chemik (* 28. dubna 1845)
- 1915 – Blažej Mixa, politik (* 2. února 1834)
- 1916 – Václav Dobruský, archeolog, epigrafik a numismatik (* 11. srpen 1858)
- 1917 – František Lipka, archeolog (* 3. srpna 1863)
- 1919 – Anastazius Papáček, malíř a profesor kreslení (* 22. ledna 1867)
- 1924 – Justin Václav Prášek, historik, orientalista a středoškolský profesor (* 7. srpna 1853)
- 1927 – Rudolf Kristián Wrbna-Kounic, šlechtic, c. k. komoří u vídeňského dvora (* 4. června 1864)
- 1930
  - Oskar Nedbal, český hudební skladatel, dirigent a violista (* 26. března 1874)
  - Theodor Kašpárek, lékař a zvěrolékař (* 21. dubna 1864)
- 1936 – Jan Herben, spisovatel a novinář (* 7. května 1857)
- 1938 – Lev Skrbenský z Hříště, arcibiskup (* 12. června 1863)
- 1940 – Rudolf Piskáček, hudební skladatel (* 15. března 1884)
- 1946 – Alois Podhajský, československý armádní generál (* 18. února 1864)
- 1950 – Karel Přerovský, advokát, politik a starosta Třebíče (* 18. listopadu 1861)
- 1951 – Gustav Haloun, sinolog (* 12. ledna 1898)
- 1953 – Vojtěch Šanda, děkan teologické fakulty Univerzity Karlovy, profesor semitských jazyků (* 15. října 1873)
- 1955 – Josef Hanuš, chemik (* 12. ledna 1872)
- 1967 – Zdeněk Souček, lékař, polárník a průzkumník tropických oblastí (* 9. září 1917)
- 1969 – Miroslav Bezouška, hokejový obránce (* 27. května 1933)
- 1973
  - František Taiber, vojenský, zkušební a dopravní pilot (* 18. listopadu 1909)
  - Jindřich Synek, československý politik a poválečný poslanec (* 21. července 1908)
- 1975
  - Zdeněk Kryzánek, herec (* 30. října 1920)
  - Stanislav Mach, hudební skladatel a pedagog (* 4. září 1906)
- 1989
  - Zdeněk Kolářský, houslista a houslový pedagog (* 24. září 1898)
  - Arnold Hala, romanista a vysokoškolský pedagog (* 26. ledna 1935)
- 1993 – Milena Foltýnová, československá reprezentantka v házené (* 14. května 1950)
- 1995 – Jan Schneeweis, klavírista, hudební skladatel, sbormistr (* 1. ledna 1904)
- 2000 – Jiří Novotný, architekt a urbanista (* 29. dubna 1911)
- 2002 – Ivan Slavík, básník, spisovatel, překladatel a editor (* 23. ledna 1920)
- 2004 – Zdeněk Rejdák, vědec, zakladatel psychotroniky (* 7. listopadu 1934)
- 2007 – Václav Pavlis, fotbalista, brankář (* 7. března 1930)
- 2010 – Mečislav Jablonský, československý diplomat (* 24. května 1925)
- 2012 – Jindřiška Smetanová, spisovatelka, scenáristka a překladatelka (* 26. října 1923)
- 2016 – Jiří Smetana, český muzikant, skladatel a hudební producent (* 16. prosince 1945)
- 2020 – Josef Tondra, fotbalista (* 6. března 1948)

### Svět

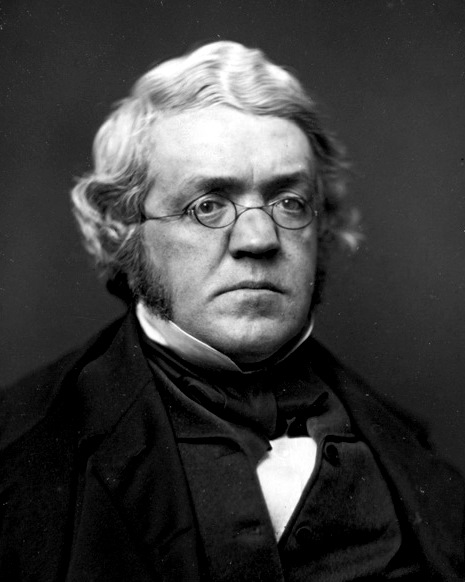
William Makepeace Thackeray († 1863)

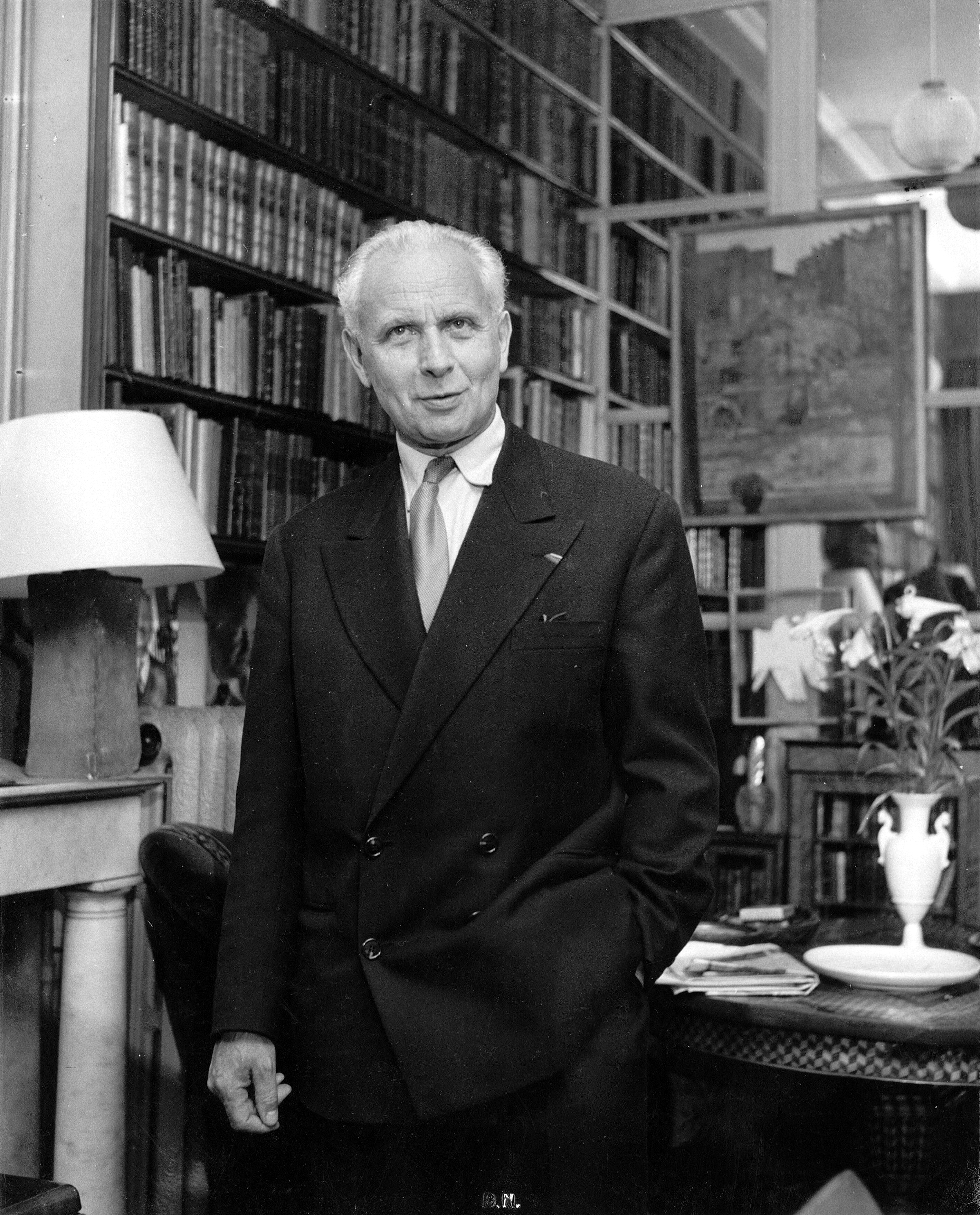
Louis Aragon († 1982)

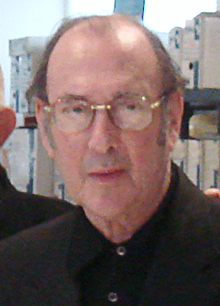
Harold Pinter († 2008)

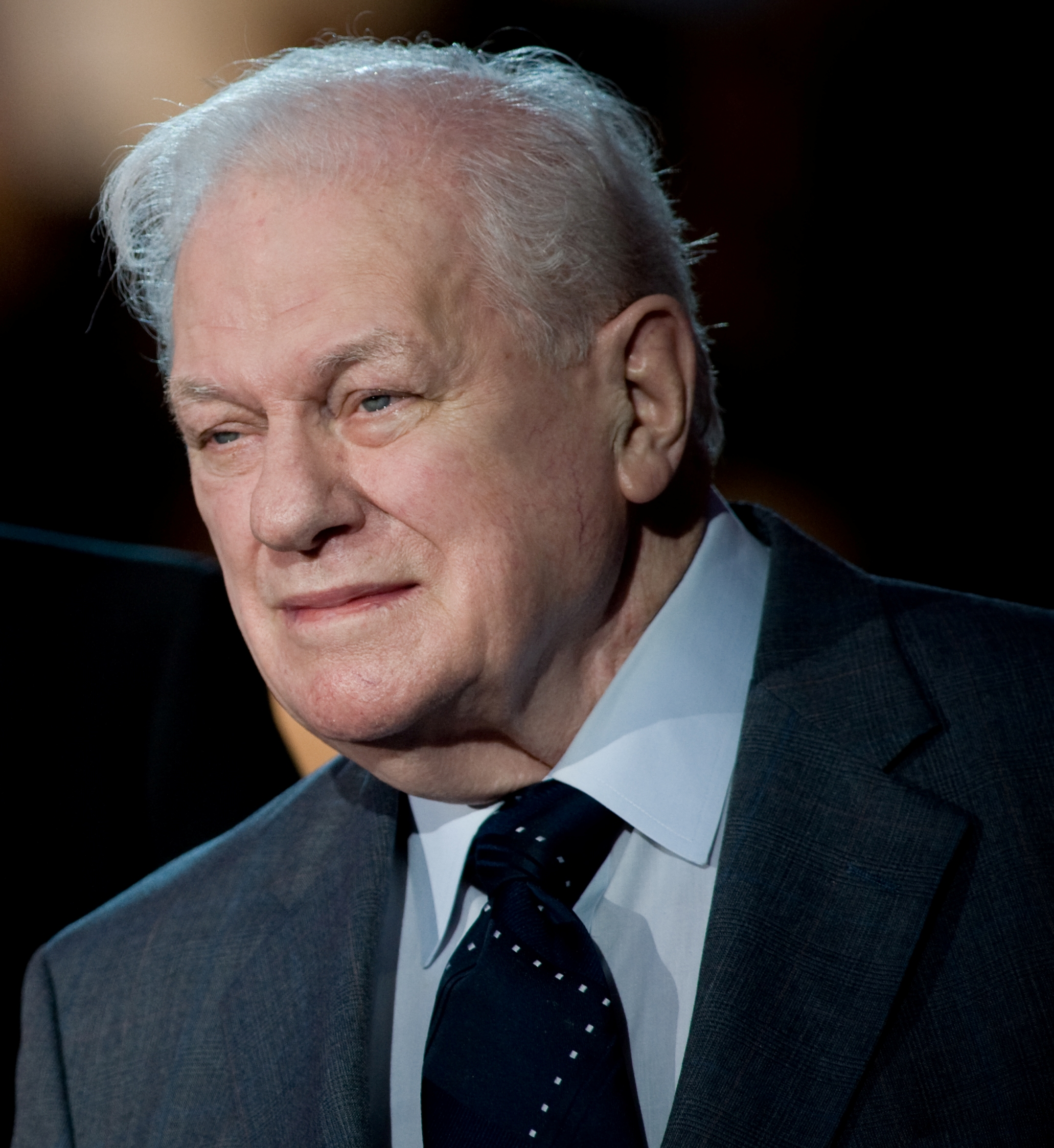
Charles Durning († 2012)

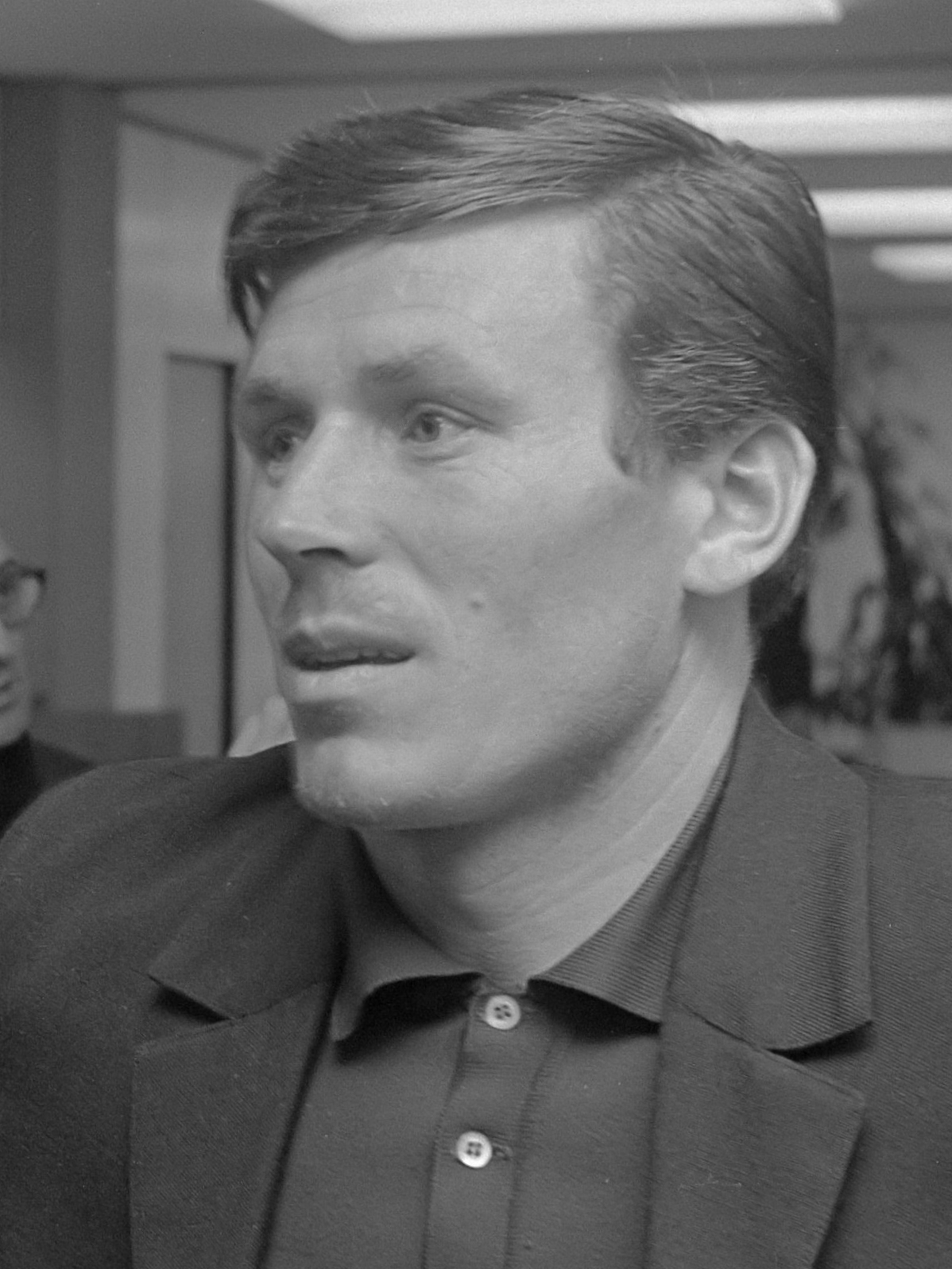
Jozef Adamec († 2018)

- 0062 – Persius, starořímský básník a satirik (* 4. prosince 34)
- 1193 – Roger III. Sicilský, sicilský král z normanské dynastie Hauteville (* 1170)
- 1281 – Jindřich V. Lucemburský, lucemburský hrabě (* 1216)
- 1317 – Jean de Joinville, rytíř, autor biografie francouzského krále Ludvíka IX. (* 1224)
- 1342 – Jolanda Palaeologina z Montferratu, savojská vévodkyně (* asi 1318)
- 1344 – Jindřich IV. z Baru, hrabě z Baru (* 1315/1320)
- 1453 – John Dunstable, anglický hudební skladatel (* kolem 1390)
- 1524 – Vasco da Gama, portugalský mořeplavec (* mezi 1460 a 1469)
- 1568 – Jindřich V. z Plavna, míšeňský purkrabí a pán na Plavně a Voigtsbergu (* 9. října 1533)
- 1616 – Juraj VII. Turzo, hlavní župan Oravy (* 2. září 1567)
- 1660 – Marie Henrietta Stuartovna, dcera anglického krále Karla I. (* 4. listopadu 1631)
- 1692 – Marie Antonie Habsburská, dcera císaře Leopolda I. a manželka bavorského kurfiřta Maxmiliána II. Emanuela (* 18. ledna 1669)
- 1778 – Bartolomeo Maria Dal Monte, italský blahoslavený římskokatolický kněz (* 3. listopadu 1726)
- 1799 – Ludvík Cavriani, rakouský úředník ze starého italského rodu Cavrianiů (* 20. srpna 1739)
- 1804 – Martin Vahl, norský botanik (* 10. října 1749)
- 1805 – Albertine-Elisabeth Pater, holandská špionka a krátce milenka Ludvíka XV. (* 30. října 1742)
- 1806 – Ferdinand Karel Habsbursko-Lotrinský, rakouský arcivévoda, syn Marie Terezie (* 1. června 1754)
- 1807 – Adriana de La Fayette, francouzská šlechtična a markýza de La Fayette (* 2. listopadu 1759)
- 1813 – Go-Sakuramači, japonská císařovna (* 23. září 1740)
- 1850 – Frédéric Bastiat, francouzsky ekonom (* 1801)
- 1853 – Ján Andraščík, slovenský kněz a spisovatel (* 6. srpna 1799)
- 1863 – William Makepeace Thackeray, anglický romanopisec a žurnalista (* 1811)
- 1869
  - Julian Fontana, polský klavírista a hudební skladatel (* 31. července 1810)
  - Edwin Stanton, americký právník a politik, ministr války (* 19. prosince 1814)
- 1872 – William John Macquorn Rankine, skotský inženýr a fyzik (* 5. července 1820)
- 1882 – Johann Benedict Listing, německý matematik (* 25. července 1808)
- 1888 – Michal Loris-Melikov, ruský vojevůdce a politik arménského původu (* 31. října 1824)
- 1889 – Charles Mackay, skotský básník, novinář, spisovatel (* 27. března 1814)
- 1898 – Svatý Šarbel Machlúf, kněz, asketa působící na Středním východě (* 8. května 1828)
- 1908 – François-Auguste Gevaert, belgický hudební skladatel (* 31. července 1828)
- 1909 – Gabriela Hatzfeldová, hraběnka z Ditrichštejna (* 8. prosince 1825)
- 1910 – Valerian Mikulicz-Radecki, polní podmaršálek Rakousko-uherské armády (* 18. května 1855)
- 1911 – Ioan Pușcariu, rakouský státní úředník, spisovatel a politik rumunské národnosti (* 10. října 1824)
- 1913 – Wacław Zaleski, ministr financí Předlitavska (* 28. června 1868)
- 1914
  - John Muir, americký přírodovědec a spisovatel (* 21. dubna 1838)
  - Julius Meinl, rakouský obchodník (* 10. dubna 1824)
- 1917 – Ivan Goremykin, ruský politik, ministerský předseda Ruského impéria (* 8. listopadu 1839)
- 1919 – Theophilus Van Kannel, americký vynálezce, vynalezl otáčivé dveře (* 1841)
- 1922 – Karl Faltis, rakouský podnikatel a politik (* 27. ledna 1857)
- 1923 – Alexandr Sergejevič Nevěrov, ruský spisovatel (* 12. prosince 1886)
- 1924 – Jānis Ezeriņš, lotyšský spisovatel (* 9. dubna 1891)
- 1926 – Dawid Abrahamowicz, předlitavský politik (* 30. června 1839)
- 1927
  - Vladimir Michajlovič Bechtěrev, ruský neurofyziolog (* 1. února 1857)
  - Sergej Dmitrijevič Sazonov, ruský politik, ministr zahraničí Ruska (* 10. srpna 1860)
- 1930 – Antonín z Galliery, španělský infant a čtvrtý vévoda z Galliery (* 23. února 1866)
- 1931
  - Henrieta Marie z Lichtenštejna, kněžna lichtenštejnská (* 6. června 1843)
  - Riza Kapetanović, bosenskohercegovský básník a velkostatkář bosňáckého původu (* 25. května 1868)
- 1933 – Aribert Anhaltský, anhaltský princ (* 18. června 1866)
- 1935 – Alban Berg, rakouský skladatel (* 9. února 1885)
- 1936
  - Ignacio Caselles García, španělský římskokatolický kněz a mučedník (* 18. listopadu 1874)
  - Dragutin Gorjanović-Kramberger, chorvatský paleontolog, geolog, archeolog a kartograf (* 25. října 1856)
- 1938
  - Bruno Taut, německý architekt (* 4. května 1880)
  - Philippe Van Volckxom, belgický sportovec (* 1898)
- 1939 – Walter Gordon, německý teoretický fyzik (* 13. srpna 1893)
- 1942 – François Darlan, francouzský admirál a politik (* 7. srpna 1881)
- 1943 – Bindo Chiurlo, italský literární historik, novinář a básník (* 18. října 1886)
- 1944 – Endre Bajcsy-Zsilinszky, maďarský politik a novinář (* 6. června 1886)
- 1948 – Eille Norwood, britský herec (* 11. října 1861)
- 1950 – Lev Berg, ruský geograf, biolog a ichtyolog (* 14. března 1876)
- 1953
  - Ralph Linton, americký antropolog (* 27. února 1893)
  - Karel Pius Rakousko-Toskánský, rakouský arcivévoda a karlistický pretendent (* 4. prosince 1909)
- 1959 – Károly Jordán, maďarský horolezec, matematik (* 16. prosince 1871)
- 1960 – Michal Falťan, slovenský a československý politik (* 26. dubna 1916)
- 1962 – Wilhelm Friedrich Ackermann, německý matematik a filosof (* 29. března 1896)
- 1964 – Kukša Oděský, světec Ukrajinské pravoslavné církve (* 25. ledna 1875)
- 1968 – D. Gwenallt Jones, velšský básník a romanopisec (* 18. května 1899)
- 1970 – Nikolaj Michajlovič Švernik, komunistický politik, titulární hlava sovětského státu (* 19. května 1888)
- 1973 – Gerard Kuiper, nizozemsko-americký astronom (* 7. prosince 1905)
- 1975
  - Bernard Herrmann, americký hudební skladatel (* 29. června 1911)
  - Otto von Bismarck, německý politik a diplomat (* 25. září 1897)
- 1977
  - Juan Velasco Alvarado, peruánský generál a politik (* 16. června 1910)
  - Samael Aun Weor, kolumbijský duchovní učitel a autor více než šedesáti knih s esoterickou tematikou (* 6. března 1917)
- 1979 – Rudi Dutschke, osobnost studentského hnutí v Německu (* 7. března 1940)
- 1980 – Karl Dönitz, německý velkoadmirál, budovatel a vrchní velitel německého ponorkového loďstva (* 16. září 1891)
- 1982 – Louis Aragon, francouzský spisovatel (* 3. října 1897)
- 1984
  - Peter Lawford, americký herec britského původu (* 7. září 1923)
  - Norbert Troller, český architekt židovského původu žijící v USA (* 12. ledna 1896)
- 1985
  - Ferhát Abbás, alžírský politik a bojovník za jeho nezávislost (* 24. srpna 1899)
  - Erich Schaedler, skotský fotbalista (* 6. srpna 1949)
- 1987 – Joop den Uyl, premiér Nizozemska (* 9. srpna 1919)
- 1988 – Antonie Schwarzenbergová, princezna z Fürstenbergu, matka Karla Schwarzenberga (* 12. ledna 1905)
- 1989 – Roger Pigaut, francouzský herec a režisér (* 8. dubna 1919)
- 1990
  - Emanuel Böhm, slovenský a československý politik (* 1. února 1909)
  - Ronnie Deauville, americký zpěvák (* 28. srpna 1925)
- 1991 – Gino Colaussi, italský fotbalový útočník a trenér (* 4. březen 1914)
- 1992 – Peyo (Pierre Culliford), belgický kreslíř komiksů (* 25. června 1928)
- 1993 – Norman Vincent Peale, americký protestantský kazatel a spisovatel (* 31. května 1898)
- 1994
  - John James Osborne, anglický dramatik (* 12. prosince 1929)
  - Alexandr Uvarov, sovětský hokejový reprezentant (* 20. března 1922)
- 1995
  - Emmanuel Lévinas, francouzsko-židovský filosof (* 12. ledna 1906)
  - Aharon Becker, izraelský politik a poslanec Knesetu (* 21. prosince 1905)
  - Carlos Lapetra, španělský fotbalista (* 29. listopad 1938)
- 1996 – Tamara Aljošina-Aleksandrova, ukrajinsko-moldavská operní pěvkyně (* 19. června 1928)
- 1997 – Toširó Mifune, japonský herec (* 1. dubna 1920)
- 1998
  - Viola Farber, americká choreografka a tanečnice (* 25. února 1931)
  - Syl Apps, kanadský sportovec a politik (* 18. ledna 1915)
- 1999
  - Maurice Couve de Murville, premiér Francie (* 20. ledna 1907)
  - Grete Stern, německá fotografka a designérka (* 9. května 1904)
  - João Figueiredo, brazilský voják a politik (* 15. ledna 1918)
- 2000 – Anna Kozáková, slovenská dramaturgyně, režisérka (ochotnice) a pedagožka (* 2. ledna 1943)
- 2002 – Andrew Kauffman, americký horolezec (* 27. listopadu 1920)
- 2004 – Elwira Seroczyńská, polská rychlobruslařka (* 1. května 1931)
- 2005 – George Gerbner, maďarsko-americký profesor komunikace (* 8. srpna 1919)
- 2008
  - Samuel Huntington, americký politolog (* 18. dubna 1927)
  - Harold Pinter, anglický dramatik a básník, nositel Nobelovy ceny (* 1930)
- 2009 – Gero von Wilpert, německý spisovatel a literární teoretik (* 13. března 1933)
- 2011 – Johannes Heesters, nizozemský herec a zpěvák (* 5. prosince 1903)
- 2012
  - Ray Collins, americký zpěvák (* 19. listopadu 1936)
  - Jack Klugman, americký herec (* 27. dubna 1922)
  - Charles Durning, americký herec (* 28. února 1923)
  - Richard Rodney Bennett, anglický hudební skladatel (* 29. března 1936)
- 2013 – Ian Barbour, americký badatel v oblasti vztahu mezi náboženstvím a vědou (* 5. října 1923)
- 2014 – Buddy DeFranco, americký klarinetista (* 17. února 1923)
- 2016
  - Richard Adams, anglický spisovatel (* 9. května 1920)
  - Rick Parfitt, anglický rockový hudebník (* 12. října 1948)
- 2018 – Jozef Adamec, slovenský fotbalista, účastník mistrovství světa ve fotbale 1962 (* 26. února 1942)
- 2019 – Sergej Karimov, německo-kazašský fotbalový obránce (* 21. prosince 1986)
- 2020 – Jaroslav Ťažký, slovenský fotbalista (* 6. prosince 1954)

## Svátky

### Česko
- Svátek: Štědrý den
- Adam a Eva
- Evan
- Gaja

### Svět
- Štědrý den
- Laos: Den suverenity
- Libye: Den nezávislosti

## Pranostiky

### Česko
- Když Kateřina po ledě už chodívá, Eva potom blátem oplývá.
- Na Adama Evu čekejte oblevu.
- Je-li na Štědrý den východ slunce jasný, urodí se jarní obilí.
- Jitřní jasné a obloha čistá – úroda hojná příští rok jistá.
- Svítí-li na Štědrý den od deváté hodiny jasně slunce, bude krásné počasí na žně obilné, senné i otavové.
- Jasno na den Štědrý – úroda tvrdého zboží a hrachu.
- Jasná noc o Štědrém dnu, mrazy lezou ke dnu.
- Je-li na Štědrý večer nebe hvězdnaté, bude rok úrodný.
- Na Štědrý večer hvězdičky – ponesou vajíčka slepičky.
- Jestliže večer před Narozením Páně jasno jest, bez větru a deště, a ráno slunce jasné vychází, bude úrodný rok na víno.
- Na Štědrý den před večeří se dává za okno miska s vodou. Zmrzne-li do rána a roztrhne-li mráz misku, ztratí se toho roku voda ve studni.
- Je-li na Štědrý den vítr, bude úroda malá.
- Vítr na Štědrý den od půlnoční strany, raduj se, rok bude plenný a úrodný.
- Padá-li na Štědrý večer v noci sníh, urodí se mnoho chmele.
- Padá-li na Štědrý den v noci sníh, urodí se hojně vína.
- Dvanáct nocí a dní od Štědrého večera až do Tří králů zvěstuje prý povětrnost příštích dvanácti měsíců.

| 24. prosinec v pražském KlementinuÚdaje jsou platné k 29. 4. 2025. | 24. prosinec v pražském KlementinuÚdaje jsou platné k 29. 4. 2025. | 24. prosinec v pražském KlementinuÚdaje jsou platné k 29. 4. 2025. |
| minimum                                                            | denní průměr                                                       | maximum                                                            |
| ------------------------------------------------------------------ | ------------------------------------------------------------------ | ------------------------------------------------------------------ |
| −20,3 °C (1870)                                                    | 1,1 °C (od 1961)                                                   | 12,9 °C (1977)                                                     |